# Ezkurra
Ezkurra en basque ou Ezcurra en espagnol est une ville et une municipalité de la Communauté forale de Navarre (Espagne).
Elle est située dans la zone bascophone de la province où la langue basque est coofficielle avec l'espagnol et à 58 km de sa capitale, Pampelune. Le secrétaire de mairie est aussi celui d'Eratsun et Saldias.
Selon le recensement de la population en 2001, Ezkurra est la municipalité ayant le plus fort pourcentage de bascophones.

## Toponymie
Ezkurra signifie « le gland » en basque. On pense que le toponyme fait référence à l'abondance d'arbres qui donnent ce fruit, le chêne.

## Héraldique
|  | Les armes de Ezkurra se blasonnent ainsi : D'argent aux deux bouteilles posées en fasce, en chef un pain et en pointe un fromage planté d'un couteau; le tout au naturel . |

## Division linguistique
En 2011, 87.6% de la population d'Ezkurra avait le basque comme langue maternelle. La population totale située dans la zone bascophone en 2018, comprenant 64 municipalités dont Ezkurra, était bilingue à 60.8%, à cela s'ajoute 10.7% de bilingues réceptifs.

### Droit
En accord avec Loi forale 18/1986 du 15 décembre sur le basque, la Navarre est linguistiquement divisée en trois zones. Cette municipalité fait partie de la zone bascophone où l'utilisation du basque y est majoritaire. Le basque et le castillan sont utilisés dans d'administration publique, les médias, les manifestations culturelles et en éducation cependant l'usage courant du basque y est courant et encouragé le plus souvent.

### Sources
- (es) Cet article est partiellement ou en totalité issu de l’article de Wikipédia en espagnol intitulé « Ezcurra » (voir la liste des auteurs).